# Феодосій (співімператор)
Святий Феодосій (4 серпня 583/585 — листопад 602) — співімператор Візантійської імперії.

## Життєпис
Був старшим сином візантійського імператора Маврикія та Костянтини, доньки імператора Тиберія II. Народився між 583 та 585 роками. Його хрещеним батьком став майбутній папа римський Григорій. Став першим спадкоємцем трону з часів Феодосія II, що народився, коли його батько обіймав трон. У 587 році отримав титул цезаря, а 590 року — Августа, тобто став співімператором.
У 601 році оженився з донькою патрикія Германа, одного з найвпливовіших сенаторів. 602 року його тесть врятував Феодосія під час масових заворушень містян у Константинополі, викликані здорожчанням продуктів харчування. Того ж року під час заколоту військових на чолі із Фокою проти Маврикія, Феодосій разом з Германом втекли з Константинополя. Тут їх наздогнали деякі сенатори та вояки, запропонувавши обом імператорський трон. Втім Феодосій звернувся до батька, який не забажав відмовлятися від влади. Разом з тим останній став підозрювати тестя Феодосія у змові з заколотниками. Але Феодосій вчасно попередив Германа про арешт. Але невдовзі загони Фоки зайняли столицю імперії.
Феодосій разом з батьком та братами втік до Халкедону. Звідси Маврикій вирішив звертатися до Хосрова II, шахіншаха Персії, відправивши посланцем Феодосія з преторіанським префектом Костянтином Лардом, але через декілька днів наказав Феодосію повернутися. Також шукав підтримку серед військ Малої Азії. Проте вже через декілька днів Фока зайняв Халкедон. Феодосія було схоплено й страчено. Через декілька днів було страчено імператора Маврикія та його синів Тиберія, Петра, Юстина і Юстиніана.
Згодом Хосров II та магістр Нарсес оголосили самозванця Феодосієм, що вижив. Їхні війська від імені Псевдо-Феодосія воювали з імператором Фокою.

## Канонізація
Канонізований у Православ'ї як Святий Мученик Принц Феодосій. День Пам'яті - 28 листопада.